# Seasons Greetings from Less Than Jake
Seasons Greetings from Less Than Jake is een ep van de Amerikaanse ska-punkband Less Than Jake. Het album werd uitgegeven op cd op 16 februari 2012 via Sleep It Off Records en is een vervolg op het voorgaande album Greetings from Less Than Jake uit 2011. In oktober 2012 werden de twee ep's samen heruitgegeven als een verzamelalbum getiteld Greetings and Salutations.

## Nummers
1. "The New Auld Lang Syne" - 3:34
2. "Younger Lungs" - 3:11
3. "A Return to Headphones" - 2:48
4. "Done and Dusted" - 3:12
5. "Finer Points of Forgiveness" - 2:35

## Band
- Chris Demakes - zang, gitaar
- Roger Manganelli - zang, basgitaar
- Peter Wasilewski - saxofoon, zang
- Buddy Schaub - trombone
- Vinnie Fiorello - drums